# Koruna Sudet

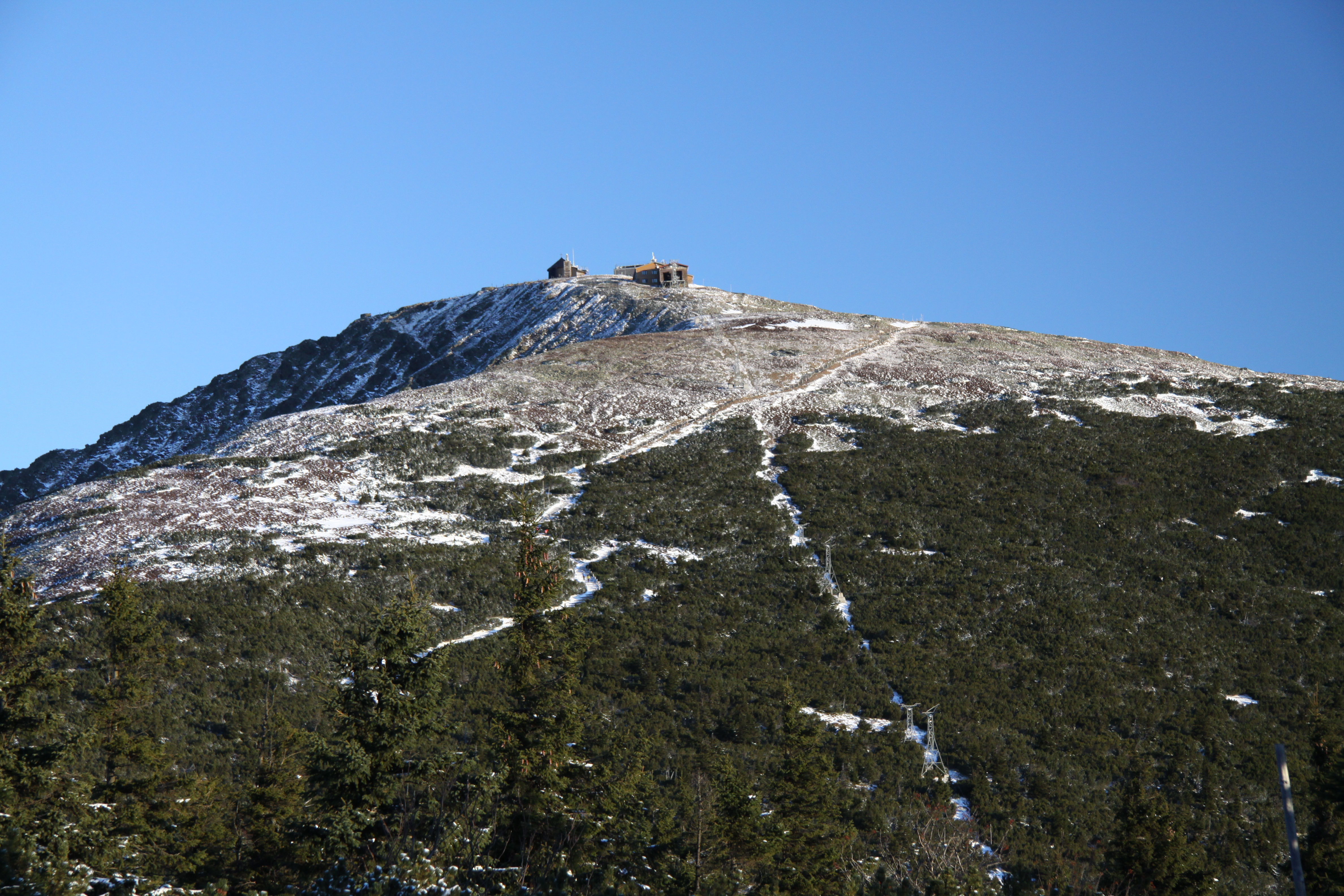
Sněžka (1603 m)

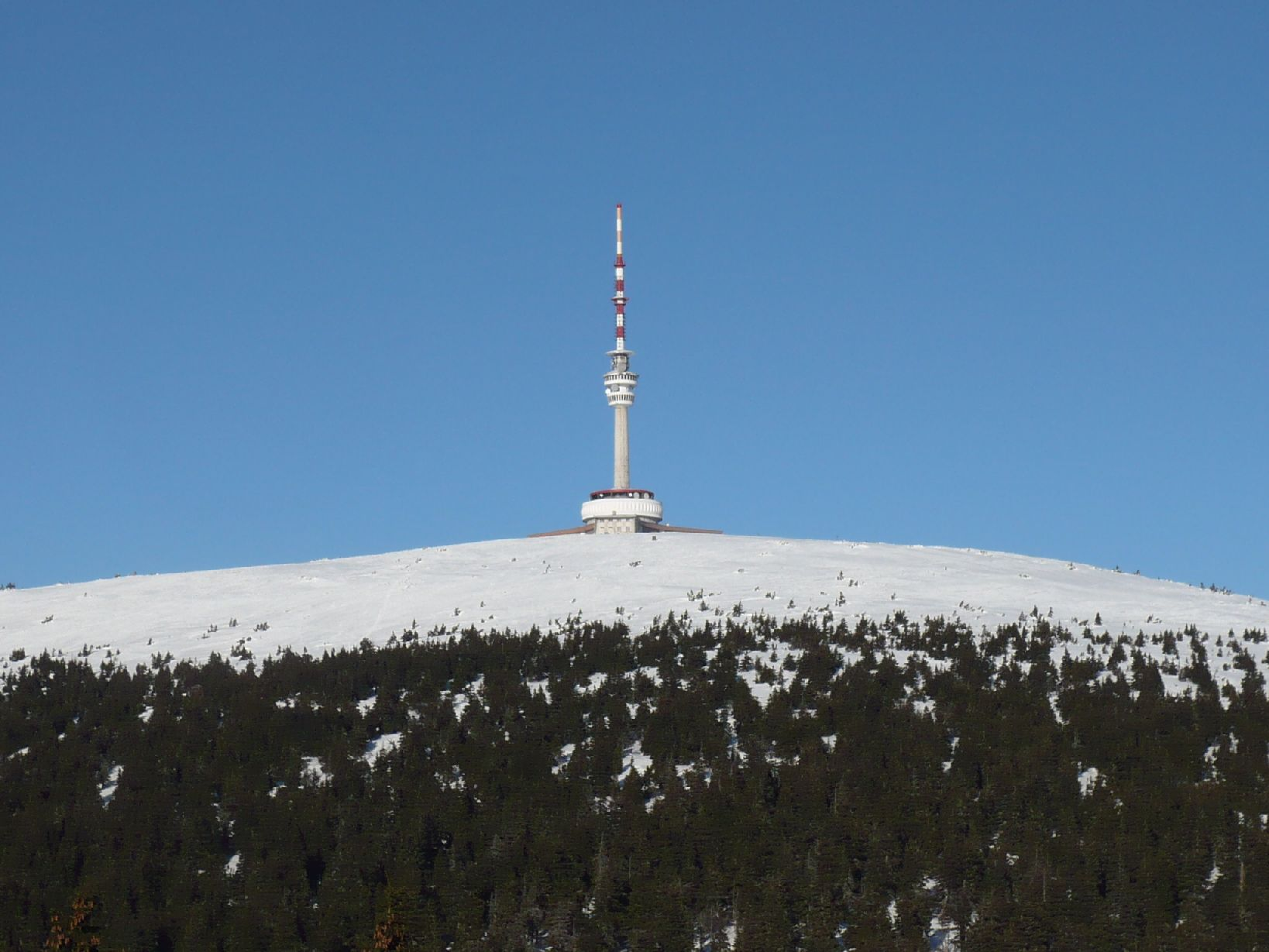
Praděd (1491 m)

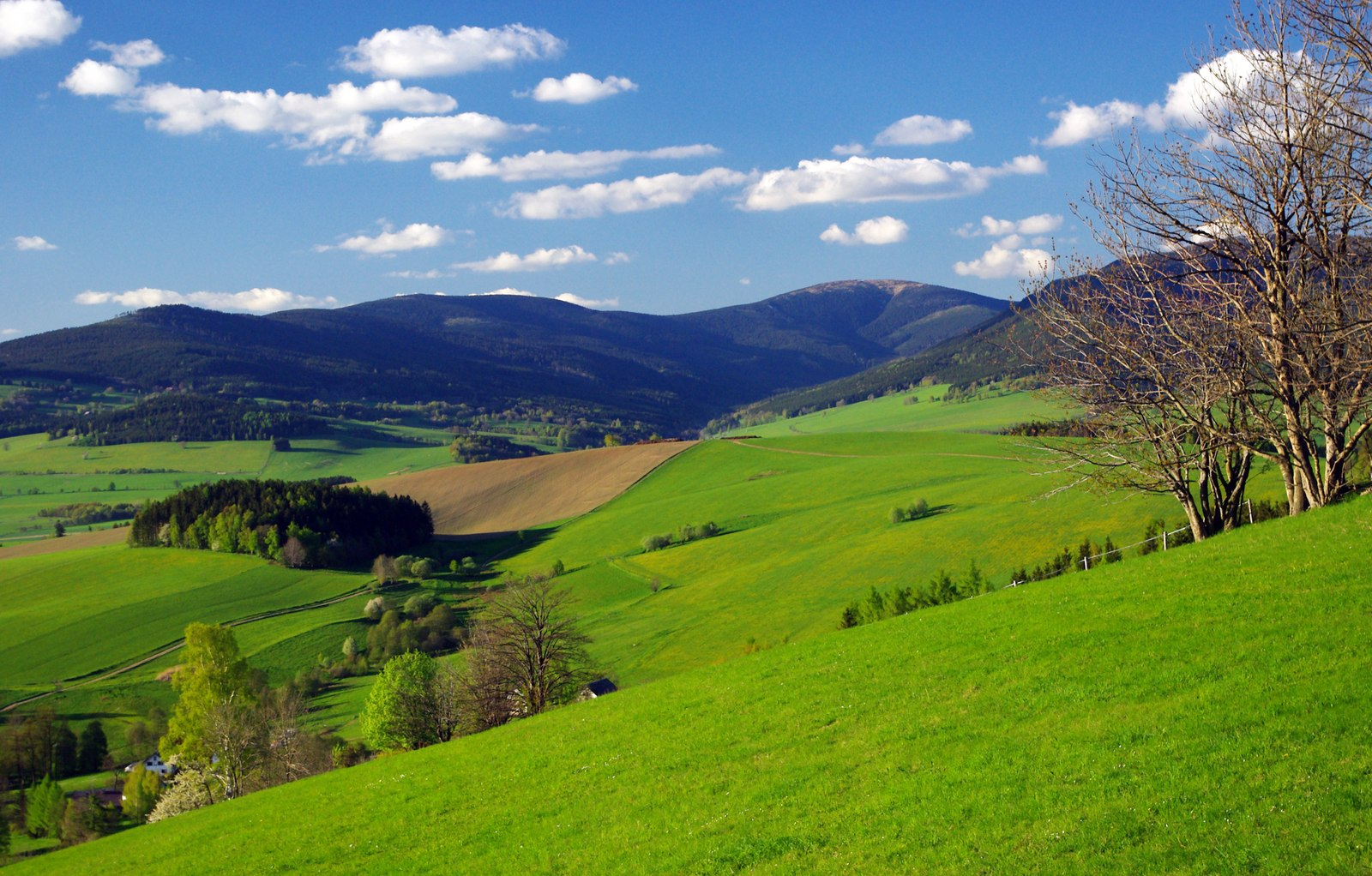
Králický Sněžník (1423 m)

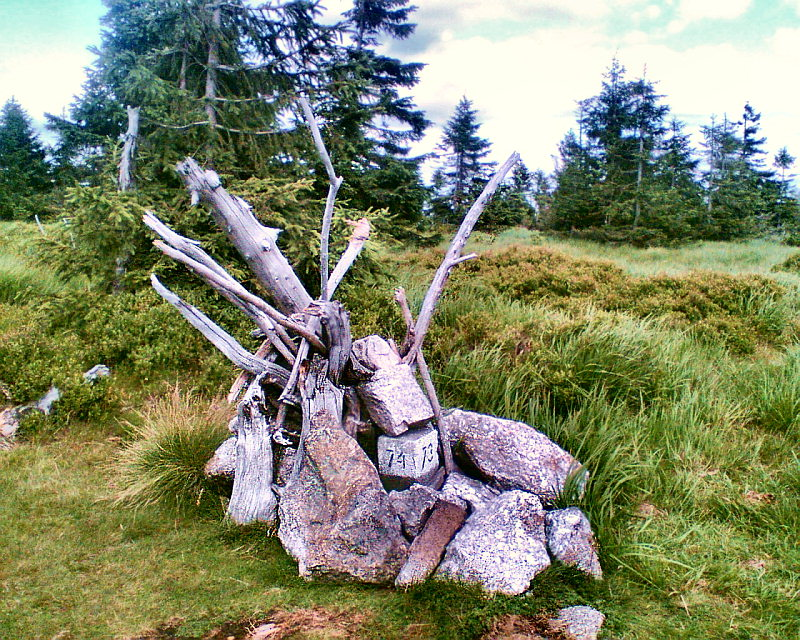
Wysoka Kopa (1126 m)

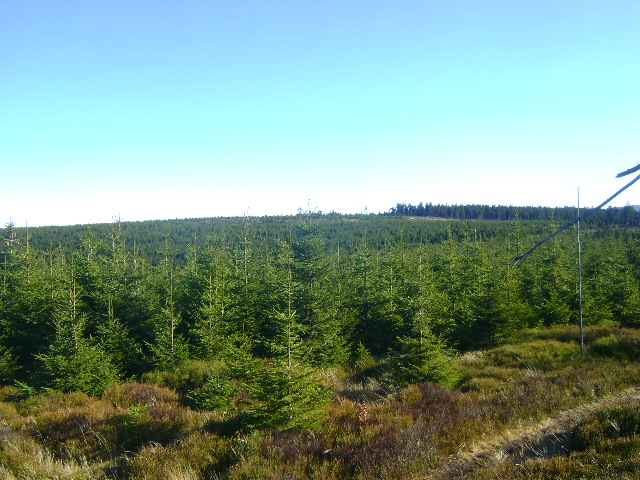
Smrk (1127 m)

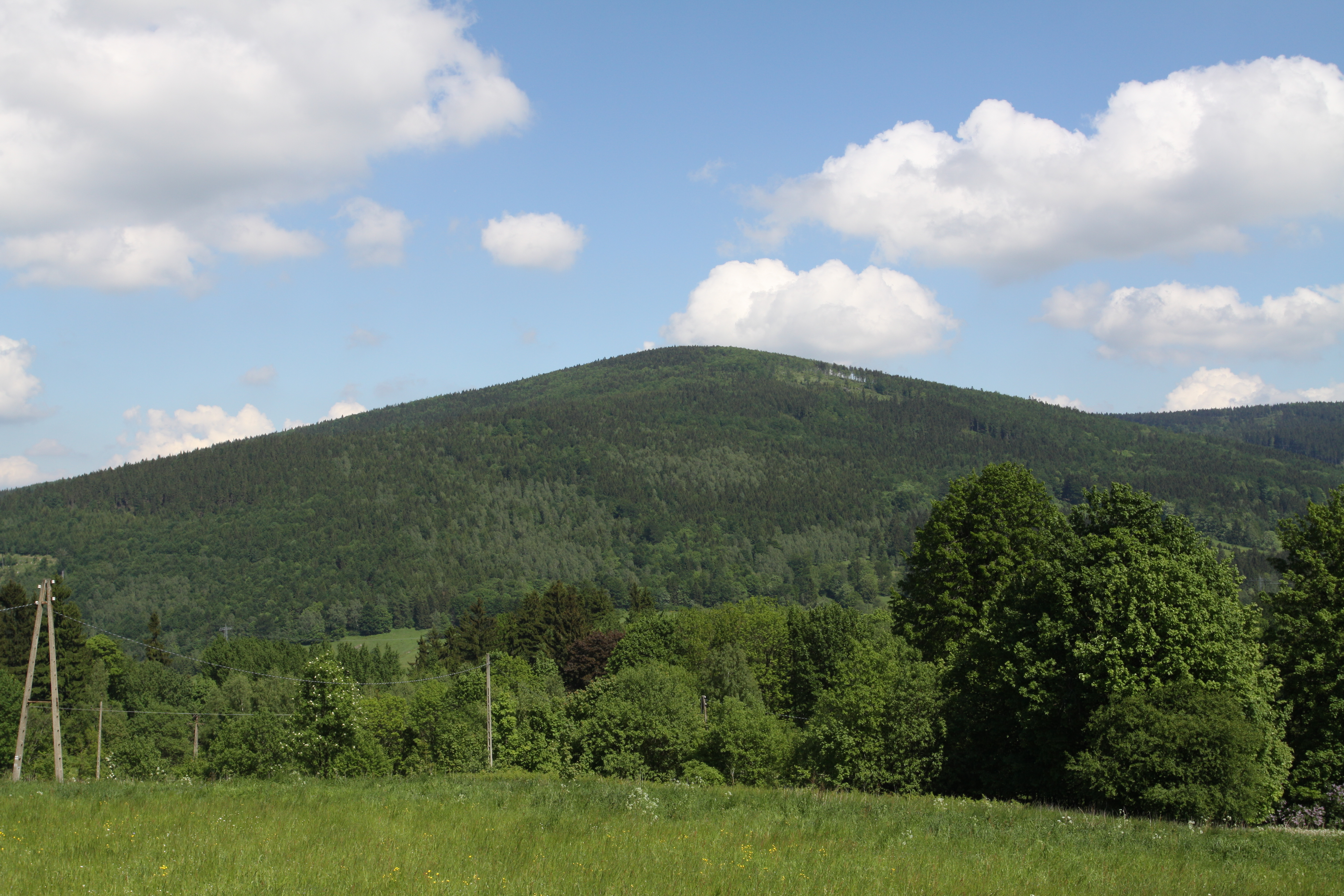
Velká Sova (1015 m)

Koruna Sudet (polsky Korona Sudetów) je název polského turistického odznaku ustanoveného v roce 2001 Komisí horské turistiky Vratislavského oddílu PTTK. Smyslem odznaku je popularizace Sudet (Krkonošsko-jesenické soustavy) jakožto hor ležících na pomezí tří států – Polska, Česka a Německa. Pro získání odznaku je nutné zdolat nejvyšší vrcholy 22 sudetských pohoří.
Do konce roku 2011 bylo rozdáno 467 odznaků, některé z nich však znovu stejným lidem.

## Vrcholy Koruny Sudet
| Č.  | Pohoří                     | Nejvyšší vrchol  | Výška (m n. m.) | Souřadnice                       | Přístup |
| --- | -------------------------- | ---------------- | --------------- | -------------------------------- | --- |
| 1.  | Krkonoše                   | Sněžka           | 1603            | 50°44′10″ s. š., 15°44′25″ v. d. | červená turistická značka · žlutá turistická značka · PLčerná turistická značka                                  |
| 2.  | Hrubý Jeseník              | Praděd           | 1491            | 50°04′58″ s. š., 17°13′52″ v. d. | modrá turistická značka                                                                                          |
| 3.  | Králický Sněžník           | Králický Sněžník | 1423            | 50°12′27″ s. š., 16°50′51″ v. d. | červená turistická značka · žlutá turistická značka · PLzelená turistická značka                                 |
| 4.  | Rychlebské hory            | Smrk             | 1127            | 50°13′43″ s. š., 17°02′01″ v. d. | místníčervená turistická značka                                                                                  |
| 5.  | Jizerské hory              | Wysoka Kopa      | 1126            | 50°50′59″ s. š., 15°25′12″ v. d. | neznačeno |
| 6.  | Orlické hory               | Velká Deštná     | 1116            | 50°18′05″ s. š., 16°23′52″ v. d. | zelená turistická značka                                                                                         |
| 7.  | Soví hory                  | Velká Sova       | 1015            | 50°40′49″ s. š., 16°29′08″ v. d. | PLčervená turistická značka · PLmodrá turistická značka · PLzelená turistická značka · PLžlutá turistická značka |
| 8.  | Ještědsko-kozákovský hřbet | Ještěd           | 1012            | 50°43′56″ s. š., 14°59′07″ v. d. | červená turistická značka                                                                                        |
| 9.  | Hanušovická vrchovina      | Jeřáb            | 1003            | 50°03′23″ s. š., 16°48′47″ v. d. | modrá turistická značka                                                                                          |
| 10. | Bystřické hory             | Jagodna          | 977             | 50°15′06″ s. š., 16°34′00″ v. d. | PLmodrá turistická značka                                                                                        |
| 11. | Zlatohorská vrchovina      | Příčný vrch      | 975             | 50°13′10″ s. š., 17°23′02″ v. d. | červená turistická značka                                                                                        |
| 12. | Janovické rudohoří         | Skalnik          | 945             | 50°48′26″ s. š., 15°53′39″ v. d. | PLčervená turistická značka · PLmodrá turistická značka                                                          |
| 13. | Kamenné hory               | Waligóra         | 936             | 50°41′00″ s. š., 16°17′00″ v. d. | PLmodrá turistická značka · PLžlutá turistická značka                                                            |
| 14. | Stolové hory               | Velká Hejšovina  | 919             | 50°29′09″ s. š., 16°20′21″ v. d. | naučná turistická značka                                                                                         |
| 15. | Valbřišské hory            | Borowa           | 853             | 50°43′22″ s. š., 16°18′11″ v. d. | PLčervená turistická značka                                                                                      |
| 16. | Nízký Jeseník              | Slunečná         | 802             | 49°50′23″ s. š., 17°25′48″ v. d. | červená turistická značka · modrá turistická značka                                                              |
| 17. | Lužické hory               | Luž              | 793             | 50°50′56″ s. š., 14°38′49″ v. d. | červená turistická značka                                                                                        |
| 18. | Bardské hory               | Kłodzka Góra     | 765             | 50°27′06″ s. š., 16°45′12″ v. d. | PLmodrá turistická značka · PLžlutá turistická značka                                                            |
| 19. | Jestřebí hory              | Žaltman          | 741             | 50°33′14″ s. š., 16°02′52″ v. d. | zelená turistická značka                                                                                         |
| 20. | Kačavské hory              | Skopiec          | 724             | 50°56′40″ s. š., 15°53′06″ v. d. | PLmodrá turistická značka · PLžlutá turistická značka                                                            |
| 21. | Masyw Ślęży                | Ślęża            | 718             | 50°51′54″ s. š., 16°42′31″ v. d. | PLčervená turistická značka · PLmodrá turistická značka · PLžlutá turistická značka                              |
| 22. | Zábřežská vrchovina        | Lázek            | 715             | 49°55′31″ s. š., 16°42′22″ v. d. | červená turistická značka · zelená turistická značka · žlutá turistická značka                                   |